# Hampsonodes basicarnea
Hampsonodes basicarnea är en fjärilsart som beskrevs av Walker 1857. Hampsonodes basicarnea ingår i släktet Hampsonodes och familjen nattflyn. Inga underarter finns listade i Catalogue of Life.